# Brian Brobbey
Brian Ebenezer Adjei Brobbey (Ámsterdam, Países Bajos, 1 de febrero de 2002) es un futbolista neerlandés que juega de delantero en el Ajax de Ámsterdam de la Eredivisie de Países Bajos.

## Trayectoria
Comenzó su carrera deportiva en el Ajax de Ámsterdam, con el que debutó el 31 de octubre de 2020 en un partido de la Eredivisie frente al Fortuna Sittard. El 9 de diciembre de 2020 debutó en la Liga de Campeones de la UEFA, en un partido frente al Atalanta B. C., que terminó con derrota del Ajax por 0-1.
El 12 de marzo de 2021 el RasenBallsport Leipzig anunció su fichaje para las siguientes cuatro temporadas a partir del 1 de julio. El último día del año se hizo oficial su vuelta al Ajax de Ámsterdam para jugar allí cedido lo que restaba de campaña. Finalmente se acabó quedando después de haber pagado 16,35 millones de euros para su traspaso y firmar por cinco años.

## Selección nacional
Fue internacional sub-15, sub-16 y sub-17 con la selección de fútbol de los Países Bajos.
Con la sub-17 levantó el Campeonato Europeo Sub-17 de la UEFA 2018 y el Campeonato Europeo Sub-17 de la UEFA 2019.

### Participaciones en Eurocopas
| Eurocopa      | Sede     | Resultado   | Partidos | Goles |
| ------------- | -------- | ----------- | -------- | ----- |
| Eurocopa 2024 | Alemania | Semifinales | 1        | 0     |

## Estadísticas

### Clubes
Actualizado al último partido disputado el 7 de noviembre de 2024.
| Club                             | Div.          | Temporada     | Liga  | Liga  | Liga   | Copas nacionales | Copas nacionales | Copas nacionales | Copas internacionales | Copas internacionales | Copas internacionales | Total | Total | Total  |
| Club                             | Div.          | Temporada     | Part. | Goles | Asist. | Part.            | Goles            | Asist.           | Part.                 | Goles                 | Asist.                | Part. | Goles | Asist. |
| -------------------------------- | ------------- | ------------- | ----- | ----- | ------ | ---------------- | ---------------- | ---------------- | --------------------- | --------------------- | --------------------- | ----- | ----- | ------ |
| Jong Ajax · Países Bajos         | 2.ª           | 2018-19       | 2     | 0     | 0      | ―                | ―                | ―                | ―                     | ―                     | ―                     | 2     | 0     | 0      |
| Jong Ajax · Países Bajos         | 2.ª           | 2019-20       | 13    | 7     | 1      | ―                | ―                | ―                | ―                     | ―                     | ―                     | 13    | 7     | 1      |
| Jong Ajax · Países Bajos         | 2.ª           | 2020-21       | 17    | 9     | 4      | ―                | ―                | ―                | ―                     | ―                     | ―                     | 17    | 9     | 4      |
| Ajax de Ámsterdam · Países Bajos | 1.ª           | 2020-21       | 12    | 3     | 1      | 0                | 0                | 0                | 7                     | 3                     | 1                     | 19    | 6     | 2      |
| R. B. Leipzig · Alemania         | 1.ª           | 2021-22       | 9     | 0     | 2      | 1                | 0                | 0                | 4                     | 0                     | 0                     | 14    | 0     | 2      |
| R. B. Leipzig · Alemania         | Total club    | Total club    | 9     | 0     | 2      | 1                | 0                | 0                | 4                     | 0                     | 0                     | 14    | 0     | 2      |
| Jong Ajax · Países Bajos         | 2.ª           | 2021-22       | 1     | 1     | 0      | ―                | ―                | ―                | ―                     | ―                     | ―                     | 1     | 1     | 0      |
| Jong Ajax · Países Bajos         | 2.ª           | 2022-23       | 1     | 0     | 0      | ―                | ―                | ―                | ―                     | ―                     | ―                     | 1     | 0     | 0      |
| Jong Ajax · Países Bajos         | Total club    | Total club    | 34    | 17    | 5      | 0                | 0                | 0                | 0                     | 0                     | 0                     | 34    | 17    | 5      |
| Ajax de Ámsterdam · Países Bajos | 1.ª           | 2021-22       | 11    | 7     | 1      | 1                | 0                | 0                | 1                     | 0                     | 0                     | 13    | 7     | 1      |
| Ajax de Ámsterdam · Países Bajos | 1.ª           | 2022-23       | 32    | 13    | 3      | 5                | 1                | 1                | 7                     | 0                     | 0                     | 44    | 14    | 4      |
| Ajax de Ámsterdam · Países Bajos | 1.ª           | 2023-24       | 30    | 18    | 8      | 1                | 1                | 0                | 12                    | 3                     | 1                     | 43    | 22    | 9      |
| Ajax de Ámsterdam · Países Bajos | 1.ª           | 2024-25       | 9     | 0     | 1      | 0                | 0                | 0                | 7                     | 2                     | 3                     | 16    | 2     | 4      |
| Ajax de Ámsterdam · Países Bajos | Total club    | Total club    | 94    | 41    | 14     | 7                | 2                | 1                | 34                    | 8                     | 5                     | 135   | 51    | 20     |
| Total carrera                    | Total carrera | Total carrera | 137   | 58    | 21     | 8                | 2                | 1                | 38                    | 8                     | 5                     | 183   | 68    | 27     |

## Palmarés

### Títulos nacionales
| Título     | Club              | País         | Año  |
| ---------- | ----------------- | ------------ | ---- |
| Eredivisie | Ajax de Ámsterdam | Países Bajos | 2022 |